# Verwaltungsgemeinschaft Tittling
Verwaltungsgemeinschaft Tittling – wspólnota administracyjna w Niemczech, w kraju związkowym Bawaria, w rejencji Dolna Bawaria, w regionie Donau-Wald, w powiecie Passau. Siedziba wspólnoty znajduje się w miejscowości Tittling.
Wspólnota administracyjna zrzesza jedną gminę targową (Markt) oraz jedną gminę wiejską (Gemeinde):
- Tittling, gmina targowa, 3699 mieszkańców, 20,79 km²
- Witzmannsberg, 1729 mieszkańców, 18,73 km²